# Norman Jewison
Norman Frederick Jewison (Toronto, 21 de julio de 1926-Los Ángeles, 20 de enero de 2024) fue  un director, productor y actor canadiense, realizador de grandes éxitos mundiales como El violinista en el tejado, Jesucristo Superstar, Hechizo de luna o En el calor de la noche.

## Carrera
Jewison se graduó en la Universidad de Toronto. Después de servir en la Armada durante la Segunda Guerra Mundial, en la primera parte de la década de los 50 se embarcó en un viaje por el sur de los Estados Unidos, donde fue sensible a los casos de desigualdad y racismo en estas zonas. Esta experiencia y los sentimientos que produjeron en Jewison forman parte del leitmotiv de la filmografía del realizador. 
Su debut como director fue con 40 Pounds of Trouble, al que siguieron títulos como Send Me No Flowers (1964), The Art of Love (1965) o The Cincinnati Kid (1965). Pero su primer éxito llegó con In the Heat of the Night (1967), una excelente película a medio camino entre el thriller policíaco y el cine de denuncia. 
A principios de los 70 llega su otro gran éxito: El violinista en el tejado, donde retrata a modo de musical y con un excelente sentido del humor la vida de un pueblo judío en Ucrania en plena época zarista. 
Durante la segunda época de los 70, dirigió películas de muy diferentes temáticas como la futurista Rollerball (1975), el gran musical de influencia hippie Jesucristo Superstar (1973) y la comprometida Justicia para todos (1979). 
En 1981 y con su filmografía completamente asentada, Jewison fue reconocido como Oficial de la Orden de Canadá. En 1988, Jewison funda el Centro canadiense de cine, instituto de formación de directores situado en Toronto, Ontario. 
Durante los 80 hasta la actualidad, Jewison ha alternado sus proyectos cinematográficos con telefilms. Ha dirigido 10 proyectos para cine, muchos de ellos menores, aunque destacan filmes como Agnes de Dios, con Jane Fonda y Anne Bancroft, Hechizo de luna (1987), que supuso el Óscar para Cher, o Huracán Carter (1999). 
Respecto al Óscar, Jewison fue nominado numerosas ocasiones en la categoría de mejor director. Pero hasta hoy no ha conseguido ese galardón. De todas maneras, en 1998 fue galardonado con el Premio en memoria de Irving Thalberg a toda una carrera. 
En 2004, Norman Jewison publicó su autobiografía, titulada This Terrible Business Has Been Good to Me.

## Filmografía

### Como director
- Soltero en apuros (40 Pounds of Trouble) (1963)
- The Thrill of It All (1963)
- No me mandes flores (Send Me No Flowers) (1964)
- El arte de amar (The Art of Love) (1965)
- El rey del juego (The Cincinnati Kid) (1965)
- ¡Que vienen los rusos! (The Russians Are Coming, the Russians Are Coming) (1966)
- En el calor de la noche (In the Heat of the Night) (1967)
- El caso Thomas Crown (The Thomas Crown Affair) (1968)
- Los locos años de Chicago (Gaily, Gaily) (1969)
- El violinista en el tejado (Fiddler on the Roof) (1971)
- Jesucristo Superstar  (Jesus Christ Superstar) (1973)
- Rollerball (1975)
- F. I. S. T. (1978)
- Justicia para todos (...And Justice for All) (1979)
- Amigos muy íntimos (Best Friends) (1982)
- Historia de un soldado (A Soldier's Story) (1984)
- Agnes de Dios (Agnes of God) (1985)
- Hechizo de luna (Moonstruck) (1987)
- Recuerdos de guerra (In Country) (1989)
- El dinero de los demás (Other People's Money) (1991)
- Sólo tú (Only You) (1994)
- Bogus (1996)
- Huracán Carter (The Hurricane) (1999)
- Cena entre amigos (Dinner with Friends) (2001)
- La sentencia (The Statement) (2003)

## Premios y distinciones
Premios Óscar
| Año  | Categoría                            | Trabajo nominado                     | Resultado |
| ---- | ------------------------------------ | ------------------------------------ | --------- |
| 1967 | Mejor Película                       | ¡Que vienen los rusos!               | Nominado  |
| 1968 | Mejor Director                       | En el calor de la noche              | Nominado  |
| 1972 | Mejor Película                       | El violinista en el tejado           | Nominado  |
| 1972 | Mejor Director                       | El violinista en el tejado           | Nominado  |
| 1985 | Mejor Película                       | Historia de un soldado               | Nominado  |
| 1988 | Mejor Película                       | Hechizo de luna                      | Nominado  |
| 1988 | Mejor Director                       | Hechizo de luna                      | Nominado  |
| 1999 | Premio en memoria de Irving Thalberg | Premio en memoria de Irving Thalberg | Ganador   |

Festival Internacional de Cine de Berlín
| Año  | Categoría                         | Película        | Resultado |
| ---- | --------------------------------- | --------------- | --------- |
| 1988 | Oso de Plata a la mejor dirección | Hechizo de luna | Ganador   |